# زهرة العسل الهلباء
زهرة العسل الهلباء (الاسم العلمي: Melianthus villosus) هو نوع من النباتات يتبع جنس زهرة العسل من فصيلة الزهرية العسل.